# فرانسیسکو خاویر
فرانسیسکو خاویر (به اسپانیایی: St. Francis Xavier) (زاده ۳ دسامبر ۱۵۵۲ – درگذشته ۷ آوریل ۱۵۰۶)، مبلغ مذهبی کلیسای کاتولیک بود.

## زندگی
او در پادشاهی ناوار (در حال حاضر بخشی از اسپانیا) متولد شد، و شاگرد ایگناتیوس لویولا بود. او رهبری مأموریت گسترده‌ای را در آسیا و عمدتاً در امپراتوری پرتغال برعهده داشت. خاویر در گسترش و نگهداری کاتولیسیزم به‌خصوص در هند، و حتی ژاپن، بورنئو، جزایر ملوک و مناطق دیگر که تاکنون توسط مبلغان مسیحی دیدار نشده بود، اثرگذار بود.
۶ سال پس از وارد شدن پرتقالی‌ها به کاگوشیما و آشنا کردن مردم با سلاح گرم در سال ۱۵۴۹، فرانسیسکو خاویر اسپانیایی به جزیرهٔ کاگوشیما در کیوشو وارد شد. این اولین بار بود که یک مبلغ مسیحی به ژاپن وارد می‌شد. خاویر پس از تبلیغ مسیحیت در جزیره کاگوشیما به شهر هیرادو در ولایت هیزن (استان ناگازاکی) رفت. سپس به کیوتو قصد او این بود که در سراسر ژاپن مسیحیت را انتشار دهد اما کیوتو که در آن هنگام در دوره سنگوکو (دوره جنگ‌های داخلی) بود به خواستهٔ وی پاسخ نداد. خاویر در بسیاری از مناطق کیوشو فعالیت کرد و بعد از ژاپن به هند بازگشت. او قصد داشت که بار دیگر به ژاپن بازگردد که در حین بازگشت درگذشت. مدت اقامت خاویر در ژاپن ۲ سال و ۳ماه بود.